# 博博纳罗县
博博纳罗县是东帝汶民主共和国博博纳罗区的一个县，2010年时人口为23,108。